# The Yanks Are Coming
The Yanks Are Coming este un film documentar american din 1963, produs de Marshall Flaum. A fost produs ca un film de televiziune pentru ABC. A fost nominalizat la premiul Oscar pentru cel mai bun film documentar. 
Flaum a scris, produs și regizat documentarul, care este despre implicarea SUA în Primul Război Mondial.